# Ніколов (бухта)
62°58′00″ пд. ш. 62°25′10″ зх. д. / 62.96666667° пд. ш. 62.41944444° зх. д.

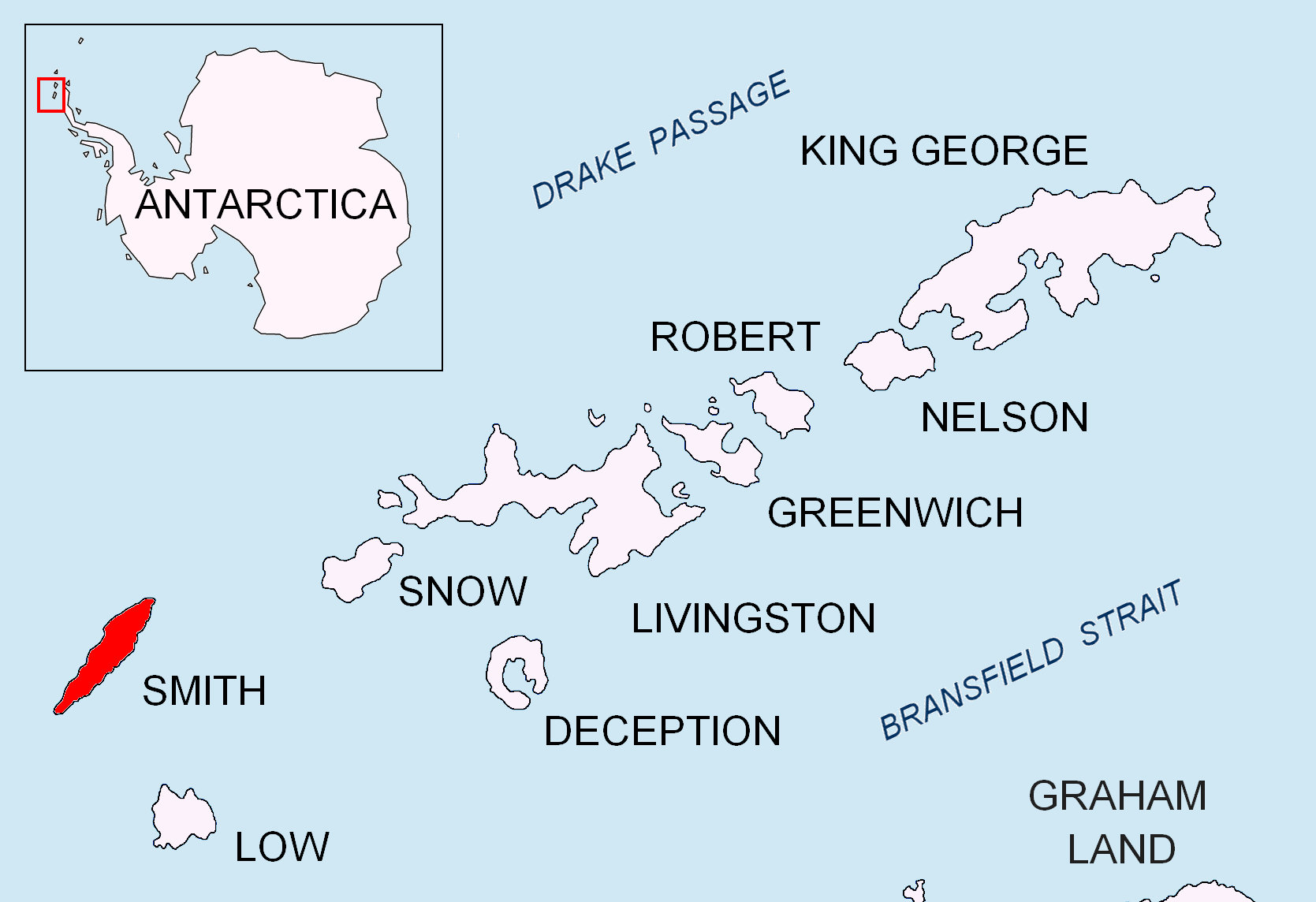
Розташування острова Сміт на Південних Шетландських островах.

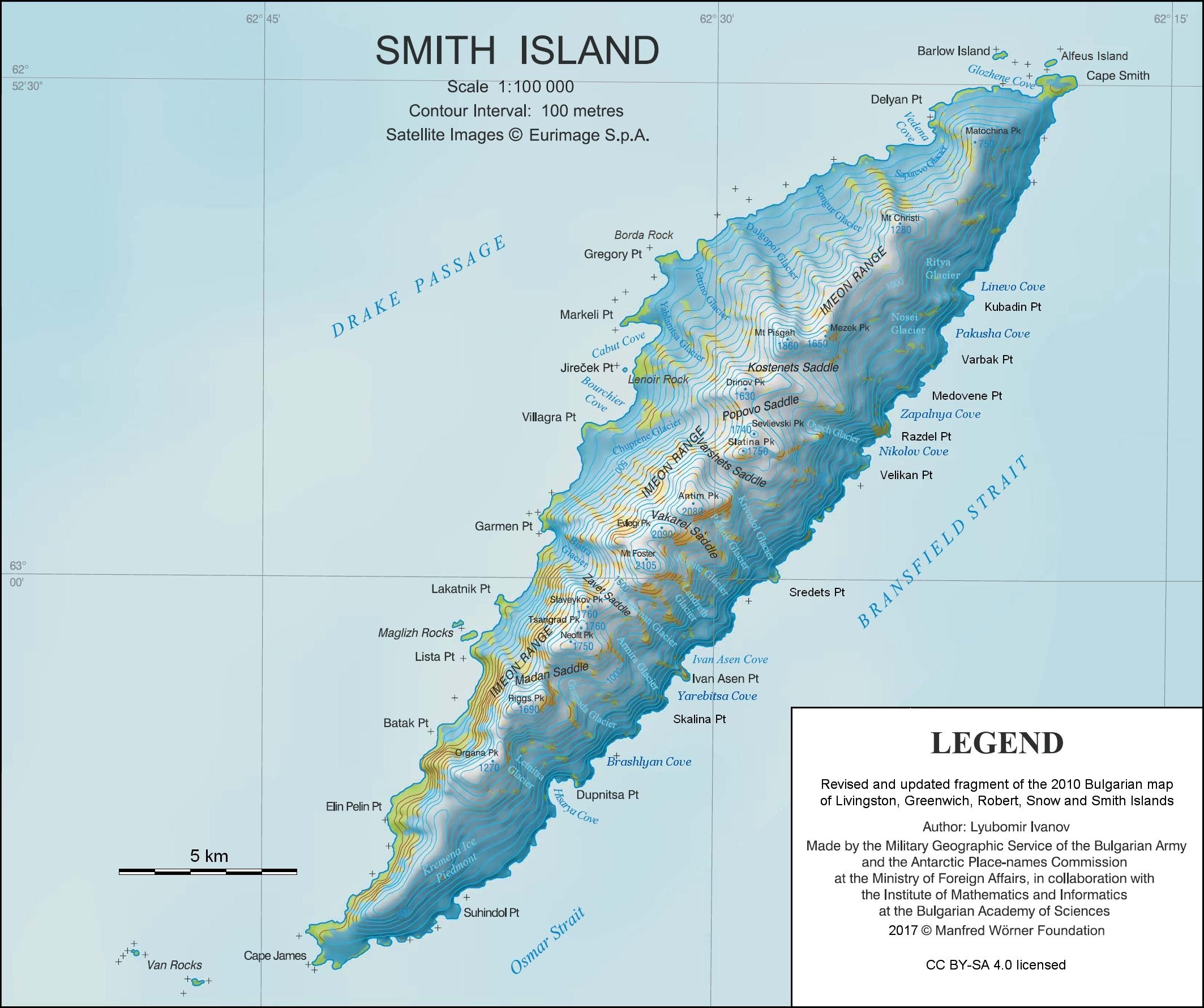
Топографічна карта острова Сміт.

Бухта Ніколов (болг. Николов залив   , 'Ніколов Залів' \ ni-'ko-lov 'za-liv \) - це бухта шириною 950 м в протоці Бойда, яка відступає на 500 м від південно-східне узбережжя острова Сміт на Південних Шетландських островах, Антарктида, і увійшла на північний схід від точки Великан і на південний захід від точки Поздел.
Бухта названа на честь Тодора Ніколова за підтримку Першої болгарської антарктичної експедиції.

## Розташування
Бухта Нікіолов знаходиться за координатами 62°58′00″ пд. ш. 62°25′10″ зх. д. / 62.96667° пд. ш. 62.41944° зх. д., що є 12 км на південний захід від мису Сміт. Болгарське картографування 2009 та 2010 років.

## Карти
- Діаграма південних Шетландських островів, включаючи острів Коронація тощо. [Архівовано 28 вересня 2013 у Wayback Machine.] з розвідки шлюпа Голуба в 1821 і 1822 роках Джорджем Пауеллом, командуючим ним же. Шкала приблизно 1: 200000. Лондон: Лорі, 1822.
- Л. Л. Іванов. Антарктида: острови Лівінгстон та Гринвіч, Роберт, Сноу та Сміт. Масштаб 1: 120000 топографічної карти. Троян: Фонд Манфреда Вернера, 2010.ISBN 978-954-92032-9-5 (перше видання 2009 р.ISBN 978-954-92032-6-4 )
- Південні Шетландські острови: Сміт і Низькі острови. [Архівовано 24 березня 2012 у Wayback Machine.] Масштаб 1: 150000 топографічна карта No 13677. Британське антарктичне опитування, 2009 рік.
- Антарктична цифрова база даних (ADD). [Архівовано 5 березня 2017 у Wayback Machine.] Масштаб 1: 250000 топографічної карти Антарктиди. Науковий комітет з антарктичних досліджень (SCAR). З 1993 року регулярно модернізується та оновлюється.
- Л. Л. Іванов. Антарктида: острів Лівінгстон та острів Сміт . Масштаб 1: 100000 топографічної карти. Фонд Манфреда Вернера, 2017.ISBN 978-619-90008-3-0

## Зовнішні посилання
- Бухта Ніколова. [Архівовано 15 лютого 2020 у Wayback Machine.] Супутникове зображення Copernix

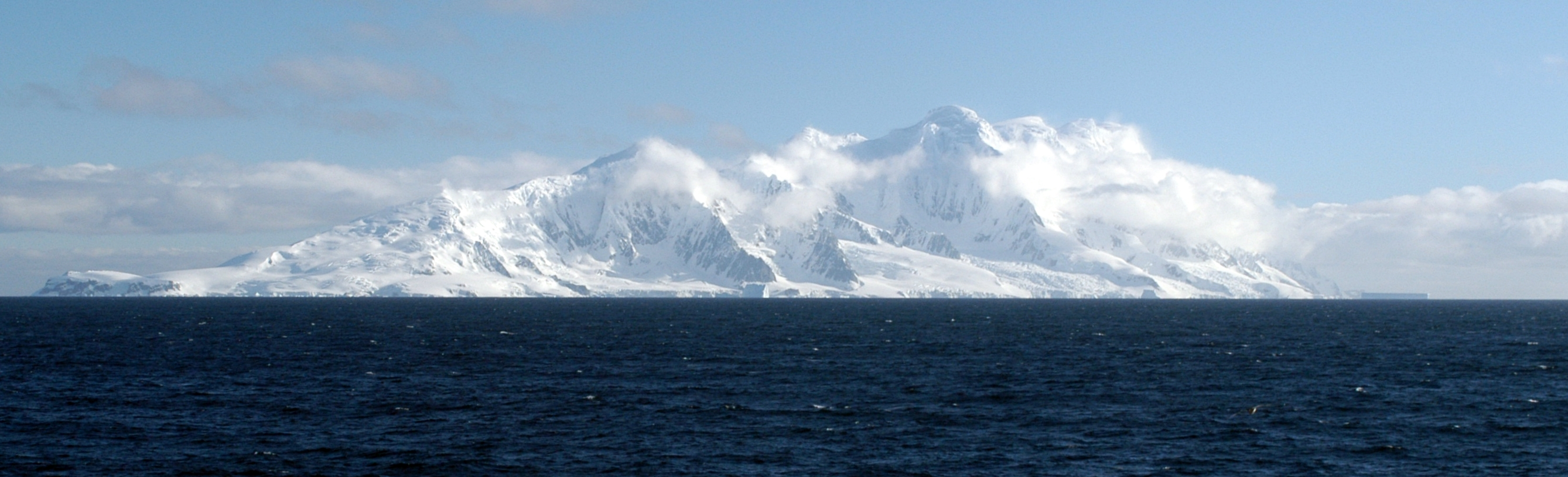
Південно-східна сторона острова Сміт від протоки Осмара